# Acanthoctenus spiniger
Acanthoctenus spiniger là một loài nhện trong họ Ctenidae.
Loài này thuộc chi Acanthoctenus. Acanthoctenus spiniger được Eugen von Keyserling miêu tả năm 1877.